# Action 52
Action 52 es un multicart sin licencia que consiste de 52 videojuegos individuales y originales, lanzado en 1991 para el Nintendo Entertainment System y en mayo de 1993 para las consolas Mega Drive por Active Enterprises. En un principio se había vendido por el elevado precio de 199 dólares USD (o con el argumento:"menos de $4 por cada juego"), y se hizo famoso entre los videojugadores por la pésima calidad de sus juegos. El precio se debe al costo de fabricar un cartucho físico con la elevada cantidad de almacenamiento informático requerido para alojar los 52 videojuegos.
Muchos coleccionistas de videojuegos valoran Action 52 por su notoriedad y rareza.
El cartucho indica que este contiene 52 "nuevos y emocionantes juegos originales". Los juegos abarcan una variedad de géneros, aunque los más comunes son Matamarcianos de desplazamiento y juegos de plataforma. Ejemplos de shooters de desplazamiento incluyen: Star Evil, G-Force, Thrusters, y Megalonia. Algunas de los juegos de plataforma disponibles son: Ooze, Alfredo, y Bubblegum Rosie. Todos menos uno de los juegos son para un jugador, con la excepción de Fire Breathers, un simple juego de lucha para dos jugadores.

## Versiones

### Nintendo Entertainment System
La versión para NES del juego fue distribuida por Active Enterprises, que también desarrolló el juego. Los juegos son conocidos por congelarse o trabarse en debido a los defectos de programación, algunos de ellos tienen niveles incompletos y/o sin fin, los controles no responden, y el diseño es muy confuso.
En el manual del juego, cada título tenía una descripción de una sola frase, algunos se describen incorrectamente o fueron mal categorizados y otros se describen completamente diferente a los juegos que existen en el cartucho.
Para volver al menú de juego de pausa el juego y luego se pulsa Select.
La canción que se oye al inicializar el cartucho es un fragmento de It Takes Two - Rob Base and DJ E Z Rock.
"The Cheetahmen" fue el juego principal y el más "completo" de Action 52, había planes iniciales para una línea de mercancía incluyendo figuras de acción, camisetas, una serie de cómics e incluso una serie de dibujos animados para la televisión basada en los personajes (un anuncio para figuras de acción, mostrando bocetos prototipo, se incluyó en el libro de historietas anteriores). También existió un concurso de $104,000 dólares para quienes pudieran demostrar que completaron el juego Ooze el cual es automáticamente seleccionado en el listado de juegos del cartucho

Estos planes cayeron rápidamente debido a la recepción negativa y críticas de los consumidores.

#### Lista de juegos
1. Fire Breathers[FC 1]
2. Star Evil[FC 2]
3. Illuminator
4. G-Force Fighters
5. Ooze[FC 3][FC 2]
6. Silver Sword
7. Critical Bypass
8. Jupiter Scope
9. Alfredo and The Fettucini[FC 4]
10. Operation Full-Moon
11. Dam Busters
12. Thrusters[FC 2]
13. Haunted Halls of Wentworth
14. Chill Out
15. Sharks
16. Megalonia
17. French Baker
18. Atmos Quake
19. Meong
20. Space Dreams
21. Streemerz[FC 2]
22. Spread-Fire
23. Bubblegum Rosie
24. Micro-Mike
25. Underground
26. Rocket Jockey
27. Non Human
28. Cry Baby
29. Slashers
30. Crazy Shuffle
31. Fuzz Power
32. Shooting Gallery[FC 2]
33. Lollipops
34. Evil Empire
35. Sombreros
36. Storm Over the Desert
37. Mash Man
38. They Came...[FC 2]
39. Lazer League
40. Billy-Bob[FC 2]
41. City of Doom
42. Bits and Pieces
43. Beeps and Blips
44. Manchester Beat
45. The Boss
46. Dedant
47. Hambo's Adventures
48. Time Warp Tickers
49. Jigsaw[FC 4]
50. Ninja Assault
51. Robbie and the Robots
52. The Cheetahmen

notas
1. ↑  Solo 2 jugadores
2. 1 2 3 4 5 6 7  En los cartuchos de la versión A, el juego falla en ciertas partes (esto se solucionó en los cartuchos de la versión B).
3. ↑  Este es automáticamente marcado al volver al listado de juegos
4. 1 2  El juego no comienza en los cartuchos de la versión A. Esto hace que sea imposible jugar el juego (esto se solucionó en los cartuchos de la versión B).

### Versión de Sega Mega Drive
La versión de Mega Drive de Acción de 52 fue desarrollado por FarSight Technologies. Esta versión cuenta con una lista diferente de juegos disponibles, comparados con la versión de NES algunos tuvieron más trabajo puesto en el diseño y los aspectos técnicos. Los juegos se presentan en categoría de colores en la pantalla del menú principal: los juegos para "Principiante" se muestran en amarillo, los juegos de dificultad "Intermedia" se muestran en color púrpura, los juegos "Experto" se muestran en verde, y los juegos de varios jugadores se muestran en azul. Además de los 52 títulos disponibles, la versión Mega Drive cuenta con un modo de prueba de música, y una opción "aleatoria". Si se selecciona en el menú principal la opción aleatoria, se elige un título al azar para jugarlo. El modo "Desafío", es una prueba de resistencia para ver cuánto tiempo dura el jugador en una serie aleatoria de los niveles más altos algunos títulos. 
Varios juegos nuevos se introdujeron en la versión de Sega. Algunos de estos tienen el mismo nombre que los juegos en el cartucho de NES, aunque no son el mismo juego, Haunted Hills, por ejemplo, es completamente diferente del  Haunted Hills de NES. Otros juegos cuentan con otros cambios, incluyendo una versión de The Cheetahmen en la que los Cheetahmen tienen que rescatar guepardos pequeños de unos monstruos, lo que es completamente diferente al juego original de NES. En esta versión, los jefes de la versión de NES aparecen como enemigos.

#### Lista de juegos
1. Bonkers
2. Darksyne
3. Dyno Tennis
4. Ooze
5. Star Ball
6. Sidewinder
7. Daytona
8. 15 Puzzle
9. Sketch
10. Star Duel
11. Haunted Hill
12. Alfredo
13. The Cheetahmen
14. Skirmish
15. Depth Charge
16. Minds Eye
17. Alien Attack
18. Billy Bob
19. Sharks
20. Knockout
21. Intruder
22. Echo
23. Freeway
24. Mousetrap
25. Ninja
26. Slalom
27. Dauntless
28. Force One
29. Spidey
30. Appleseed
31. Skater
32. Sunday Drive
33. Star Evil
34. Air Command
35. Shootout
36. Bombs Away
37. Speed Boat
38. Dedant
39. G Fighter
40. Man at Arms
41. Norman
42. Armor Battle
43. Magic Bean
44. Apache
45. Paratrooper
46. Sky Avenger
47. Sharpshooter
48. Meteor
49. Black Hole
50. The Boss
51. First Game[SMD 1]
52. Challenge

notas
1. ↑  corresponde a Pong

## Recepción
La crítica general hacia Acción 52 ha sido abiertamente negativa. El editor de Allgame, Skyler Miller, describió el juego como un "multi-cartucho legal pero sin licencia" que contiene "52 juegos originales para NES de una calidad extremadamente pobre".
Entre los fanes de NES, los dos juegos de Cheetahmen son conocidos por estar entre los peores títulos jamás desarrollados para ese sistema; Cheetahmen II en particular, tiene muchos errores, está incompleto, y es considerado como prácticamente injugable. No obstante, los propios personajes han adquirido un enorme culto. La serie de Cheetahmen (especialmente Cheetahmen II), ha adquirido cierta popularidad en Japón gracias a una serie de vídeos subidos a Nico Nico Douga, un sitio web de alojamiento de vídeos, en los que se mostraban capturas y contenido del videojuego, acompañados de versiones remezcladas de la banda sonora original.

## Curiosidades
- Una versión de Super Nintendo fue anunciada en varias revistas, pero nunca fue lanzada al mercado.
- A pesar de la escasa calidad de los juegos incluidos en Action 52 para la versión de consola, algunos fanes han desarrollado remakes mejorados basados en ellos, como Streemerz. o Illuminator.
- Ooze en la versión A del cartucho solo tiene dos niveles entonces el juego falla. En versión B tiene seis niveles. Ambas versiones tienen programado una mensaje acerca de tomar una fotografía a la pantalla mostrando el código 7A3H9J0P2R4A2C7S sin embargo Versión B no muestra el mensaje al completar Ooze, dando a entender que el concurso fue cancelado cuando se lanzó B[6]